# Гидростатический удар (пуля)
Гидродинамический удар (Гидродинамический шок) — концепция, согласно которой проникающий снаряд (такой как пуля) может создавать волну давления, которая вызывает поражение тканей, костей и другого материала, которые находятся вдали от раневого канала и не были задеты самой пулей, а также быстрое выведение живых целей из строя, даже если сама пуля не задела жизненно-важных органов.

## История
Раннее упоминание о "гидродинамическом ударе" появилось в журнале Популярная механика в апреле 1942 года. В научной литературе первое обсуждение волн давления, возникающих при попадании пули в живую цель, представлено Э. Харви Ньютоном и его исследовательской группой в Принстонском университете в 1947 году:
Общепризнано, что когда высокоскоростная пуля поражает тело и проходит через мягкие ткани, возникает давление, которое измеряется тысячами атмосфер. На самом деле возникают три различных типа изменения давления: 
- 1) давление ударной волны или резкие импульсы высокого давления, образующиеся при ударе пули о поверхность корпуса;
- 2) области очень высокого давления непосредственно перед движущейся пулей и по бокам от нее;
- 3) относительно медленные изменения низкого давления, связанные с поведением большой временной полости взрыва, образованной позади пули. Такие изменения давления, по-видимому, ответственны за то, что известно охотникам как гидравлический удар — гидравлическую передачу энергии, которая, как полагают, вызывает мгновенную смерть животных, пораженных высокоскоростными пулями.

Фрэнк Чемберлин, хирург-травматолог времен Второй мировой войны и исследователь баллистики, отметил эффекты дистанционной волны давления. Полковник Чемберлин описал то, что он назвал "эффектами взрыва" и "гидравлической реакцией" пуль в тканях — жидкости приводятся в движение "ударными волнами" или гидравлическими воздействиями. При заполнении тканей жидкостью воздействие и разрушение тканей распространяются во всех направлениях далеко за пределы оси раны. Он избегал двусмысленного использования термина "шок", потому что он может относиться либо к определенному виду волны давления, связанной со взрывами и сверхзвуковыми снарядами, либо к заболеванию организма.
Полковник. Чемберлин признал, что в баллистике ран было выдвинуто множество теорий. Во время Второй мировой войны он командовал больничным центром на 8500 коек, в котором за четырнадцать месяцев его работы было пролечено более 67 000 пациентов. П.О. Экли оценивает, что 85% пациентов страдали от огнестрельных ранений. Полковник. Чемберлин провел много часов, опрашивая пациентов относительно их реакции на пулевые ранения. После окончания срока службы он провел множество экспериментов на живых животных. По поводу теорий баллистики ранений он написал:
Если бы мне пришлось выбрать одну из этих теорий в качестве евангелия, я бы все равно согласился с гидравлической реакцией жидкостей организма и плюс реакциями на центральную нервную систему.
Другие ученые эпохи Второй мировой войны отмечали отдаленные эффекты волн давления в периферических нервах. Идея дистанционного нейронного воздействия баллистических волн давления получила поддержку в медицинском и научном сообществах, но фраза "гидростатический шок" и подобные фразы, включая "шок", использовались в основном авторами оружия (такими как Джек О'Коннер и промышленностью стрелкового оружия (такой как Рой Уэзерби, и федеральный "Hydra-Shok")).

## Дебаты
- Сторонники концепции утверждают, что гидростатический шок может вызвать отдаленное повреждение нервной системы и вывести из строя быстрее, чем последствия потери крови.
- Противники концепции утверждают, что гидростатический удар может быть опровергнут и что утверждение о том, что волна давления играет роль в травмах или выведении из строя, является мифом.

## Результаты вскрытия
Результаты концепции указывают на результаты вскрытия человека, демонстрирующие кровоизлияние в мозг в результате смертельных попаданий в грудь, в том числе от пуль из мощного пистолета. Тридцать три случая смертельных проникающих ранений грудной клетки одной пулей были отобраны из гораздо большего набора путем исключения всех других травмирующих факторов, включая анамнез в прошлом.
В таких тщательно отобранных случаях ткань головного мозга исследовалась гистологически; образцы брались из полушарий головного мозга, базальных ганглиев, моста, продолговатого и из мозжечка. Кровоизлияния в виде манжетки вокруг мелких сосудов головного мозга были обнаружены во всех образцах. Эти кровоизлияния вызваны внезапными изменениями внутрисосудистого кровяного давления в результате сжатия внутригрудных магистральных сосудов ударной волной, вызванной проникающей пулей.
Исследование в Ираке, проведенное в 2010 году, и опубликованные в 2011 году отчёты о вскрытиях 30 жертв огнестрельных ранений, произведенных высокоскоростными (более 2500 кадров в секунду) винтовочными пулями. Авторы определили, что легкие и грудная клетка наиболее восприимчивы к отдаленным ранениям, за ними следует брюшная полость. В исследовании отмечалось, что "размер выборки был настолько мал, чтобы достичь уровня статистической значимости". Тем не менее, авторы приходят к выводу:
Травмы, полученные на расстоянии от основного пути при поражении высокоскоростным снарядом, очень важны и почти всегда присутствуют во всех случаях, особенно в области груди и брюшной полости, и это следует учитывать судебному патологоанатому и, возможно, общему хирургу.

## Результаты воздействия на разные области тела

### Мозг
Göransson et al. были первыми современными исследователями, представившими убедительные доказательства отдаленных последствий попадания пули в конечности на мозг. Они наблюдали изменения в показаниях ЭЭГ у свиней, которым выстрелили в бедро. Последующий эксперимент Suneson et al. имплантировали высокоскоростные датчики давления в мозг свиней и продемонстрировали, что значительная волна давления достигает мозга свиней, которым выстрелили в бедро. Эти ученые наблюдали апноэ, снижение показателей ЭЭГ и повреждение нервной системы в головном мозге, вызванное отдаленным воздействием баллистической волны давления, возникающей в бедре.
Результаты Suneson et al. были подтверждены и дополнены более поздним экспериментом на собаках, который "подтвердил, что в центральной нервной системе существует дистанционный эффект после попадания высокоэнергетического снаряда в конечность. Высокочастотная колеблющаяся волна давления с большой амплитудой и короткой продолжительностью была обнаружена в головном мозге после удара высокоэнергетической пули в конечность. Ван и др. наблюдали значительные повреждения как в гипоталамусе, так и в гиппокампных областях мозга из-за дистанционного воздействия баллистической волны давления.

### Туловище
При исследовании травм, полученных из огнестрельного оружия, Стертевант обнаружил, что волны давления от попадания пули в туловище могут достигать позвоночника и что фокусирующий эффект от вогнутых поверхностей может сконцентрировать волну давления на спинном мозге, вызывая значительные повреждения. Это согласуется с другими работами, показывающими отдаленные повреждения спинного мозга в результате баллистических ударов.
Робертс и др. представляем как экспериментальную работу, так и моделирование методом конечных элементов, показывающее, что в грудной полости могут возникать значительные волны давления для огнестрельных снарядов, остановленных кевларовым жилетом. Так, например, 8-граммовый снаряд со скоростью 360 м / с, ударяющий по жилету NIJ level II над грудиной, может вызвать предполагаемый уровень волны давления почти 2,0 МПа (280 фунтов на квадратный дюйм) в сердце и уровень волны давления почти 1,5 МПа (210 фунтов на квадратный дюйм) в легких. Воздействие на печень может вызвать предполагаемый уровень волны давления в печени 2,0 МПа (280 фунтов на квадратный дюйм).

## Быстрая остановка
Работа Кортни и др. подтверждает роль баллистической волны давления в выведении из строя и травмах. Работа Сунсона и др. и Кортни и др. предполагают, что дистанционные нейронные эффекты могут возникать при уровнях передачи энергии, возможных при использовании пистолетов, около 500 футов⋅ фунт-сила (680 Дж). Используя чувствительные биохимические методы, работа Вана и др. предполагает еще более низкие пороговые значения энергии удара при дистанционном повреждении нервной системы головного мозга. При анализе экспериментов с собаками, получившими пулю в бедро, они сообщают о высокозначимых (p < 0,01), легко обнаруживаемых нейронных эффектах в гипоталамусе и гиппокампе с уровнями передачи энергии, близкими к 550 футам⋅ фунт-фут (750 Дж). Ван и др. сообщают о менее значимых (p < 0,05) отдаленных эффектах в гипоталамусе при передаче энергии чуть менее 100 футов⋅ фунт-фут (140 Дж).
Несмотря на то, что Ван и др. документируют удаленное повреждение нервной системы при низких уровнях передачи энергии, примерно 100 футов⋅ фунт-фут (140 Дж), эти уровни повреждения нервной системы, вероятно, слишком малы, чтобы способствовать быстрому выведению из строя. Кортни и Кортни считают, что дистанционные нейронные эффекты начинают вносить значительный вклад в быстрое выведение из строя только при уровнях баллистической волны давления выше 500 фунтов на квадратный дюйм (3400 кПа) (соответствует передаче примерно 300 футов⋅ фунт-сила (410 Дж) при 12 дюймах (30 см) проникновения) и становятся легко наблюдаемыми при превышении 1000 фунтов на квадратный дюйм (6900 кПа) (соответствует передаче примерно 600 футов⋅ фунт-сила (810 Дж) при 12 дюймах (0,30 м) проникновения). Выводящие из строя эффекты в этом диапазоне передачи энергии согласуются с наблюдениями отдаленных повреждений позвоночника, наблюдениями подавленной ЭЭГ и апноэ у свиней и наблюдениями выводящих из строя эффектов баллистических волн давления без раневого канала.

## Другие научные открытия
Научная литература содержит важные другие выводы относительно механизмов повреждения баллистическими волнами давления. Минг и др. было обнаружено, что баллистические волны давления могут ломать кости. Тикка и др. сообщается об изменениях давления в брюшной полости, вызванных попаданием свиней в одно бедро. Акимов и др. сообщают о повреждениях нервного ствола в результате огнестрельных ранений конечностей.

## Гидродинамический удар как фактор при выборе боеприпасов

### Полиция и военные
В сообществах самообороны, военных и правоохранительных органов существуют разные мнения относительно важности эффектов дистанционного ранения при разработке и выборе боеприпасов. В своей книге о спасателях заложников Лерой Томпсон обсуждает важность гидростатического удара при выборе патронов .357 Magnum и 9 × 19 мм Parabellum. В книге "Вооруженные и женщины" Пакстон Куигли объясняет, что гидростатический шок является реальным источником "останавливающей силы". Джим Кармайкл, который в течение 25 лет работал редактором по стрельбе в журнале Outdoor Life, считает, что гидростатический шок важен для "более немедленного выведения из строя" и является ключевым отличием в характеристиках пуль .38 Special и .357 Magnum. В книге "В поисках эффективного полицейского пистолета" Аллен Бристоу описывает, что полицейские управления признают важность гидростатического удара при выборе боеприпасов. Исследовательская группа в Вест-Пойнте предлагает заряжать пистолет энергией не менее 500 футов⋅ фунт-фут (680 Дж) и глубиной проникновения 12 дюймов (300 мм).
Ряд правоохранительных и военных ведомств приняли на вооружение патрон 5,7 × 28 мм с высокой скоростью пули. К этим агентствам относятся Морские котики и Федеральная служба охраны, подразделение ICE. Напротив, некоторые оборонные подрядчики, аналитики правоохранительных органов и военные аналитики говорят, что гидростатический шок является неважным фактором при выборе патронов для конкретного применения, потому что любой выводящий из строя эффект, который он может оказать на цель, трудно измерить и он непостоянен от одного человека к другому. Это контрастирует с такими факторами, как правильное размещение выстрела и массивная кровопотеря, которые почти всегда в конечном итоге выводят из строя почти каждого человека.

### ФБР
ФБР рекомендует, чтобы грузы, предназначенные для самообороны и применения в правоохранительных органах, соответствовали минимальному требованию к пробитию 12 дюймов (300 мм) в баллистическом желатине, и недвусмысленно рекомендует не выбирать патроны, основанные на эффекте гидростатического удара.

### Охота
Гидростатический удар обычно рассматривается как фактор при выборе охотничьих боеприпасов. Питер Кэпстик объясняет, что гидростатический шок может иметь значение для животных размером до белохвостого оленя, но соотношение передачи энергии к весу животного является важным фактором для более крупных животных. Если вес животного превышает передачу энергии пулей, проникновение по прямой к жизненно важному органу является гораздо более важным фактором, чем передача энергии и гидростатический удар. Джим Кармайкл, напротив, описывает доказательства того, что гидростатический шок может поражать животных размером с капского буйвола, в результатах тщательно контролируемого исследования, проведенного ветеринарами в ходе операции по выбраковке буйволов.
В то время как практически все наши мнения о разрушающей силе основаны на отдельных примерах, данные, собранные во время операции выбраковки, были взяты у ряда животных. Что еще более важно, затем животные были исследованы и препарированы научным образом профессионалами.
Как и следовало ожидать, некоторые из буйволов упали там, где их подстрелили, а некоторые нет, хотя все получили почти одинаковые попадания в жизненно важную область сердца и легких. Когда у всех буйволов удалили мозги, исследователи обнаружили, что у тех, кто был сбит с ног мгновенно, произошел массивный разрыв кровеносных сосудов в мозге. Мозг животных, которые не упали мгновенно, не имел таких повреждений.
Рэндалл Гилберт описывает гидростатический удар как важный фактор воздействия пули на белохвостого оленя: "Когда пуля попадает в тело белохвоста, огромные сопутствующие ударные волны посылают огромное количество энергии через близлежащие органы, останавливая их или отключая". Дэйв Эриг выражает мнение, что гидростатический удар зависит от скорости удара выше 1100 футов (340 м) в секунду. Сид Эванс объясняет характеристики пули Nosler Partition и решение Federal Cartridge Company зарядить эту пулю с точки зрения большой кавитации тканей и гидростатического удара, создаваемого фронтальным диаметром расширяющейся пули. Североамериканский охотничий клуб предлагает патроны для крупной дичи, которые создают достаточный гидростатический удар, чтобы быстро сбить животных с ног.